# Keltische Mythologie
Keltische Mythologie ist eine von der Literaturwissenschaft (Philologie) und Religionswissenschaft geprägte Sammelbezeichnung für die Gesamtheit der sagenhaften profanen (weltlichen) und religiösen Erzählungen (Mythen) der Kelten, von der Zeit vor ihrer Christianisierung bis ins christliche Mittelalter hinein. Dagegen bedeutet der Begriff keltische Religion die Summe der Institutionen, Riten oder Zeremonien zu bestimmten den Göttern oder den Verstorbenen gewidmeten Anlässen vor der Christianisierung.
Für die keltische Mythologie der vorgeschichtlichen und antiken Zeit sind kaum direkte schriftliche Quellen überliefert, die innerkeltische Tradierung erfolgte in vorchristlicher Zeit nahezu ausschließlich durch die mündliche Überlieferung. Die Berichte antiker griechischer und römischer Autoren sowie die viel später von christlichen Mönchen verfassten Manuskripte von den Britischen Inseln geben weitere Informationen. Bei den antiken Autoren wird wegen der Interpretatio Graeca und der Interpretatio Romana (Gleichsetzung altkeltischer mit griechischen und römischen Gottheiten) ein klares Bild erschwert.
Aus allen diesen deshalb mit gebotener Vorsicht zu verwendenden Quellen ist zu erkennen, dass es für den keltischen Raum (das Celticum) keine einheitliche mythologische Tradition gab. Die große Zahl regionaler Mythen stand nur in sehr geringem Umfang in Einklang untereinander.

## Ursprünge und Überlieferung
Da es eine politische oder kulturelle Einheit der Kelten nicht gab, weist die keltische Mythologie ebenfalls keine Einheit auf, sondern ist regional unterschiedlich ausgebildet. Die bisher aufgefundene Überlieferung ist bruchstückhaft, da es in der keltischen Frühzeit lediglich eine mündliche Tradierung gab. Ein schriftliches Festhalten der überlieferten Mythen war üblicherweise im Kreis des Kultpersonals (Druiden, Druidinnen, Vates, Filid) verpönt, da dieses Wissen nur ihren Adepten zugängig gemacht werden sollte. Schriftliche Aufzeichnungen der Mythen gibt es für die Festlandkelten erst durch die antiken griechischen und römischen Ethnographen, die allerdings vom jeweiligen Götterbild der Autoren geprägt sind. Die von ihnen dabei angewandten Interpretationes Graeca und Romana sind hier zusätzlich wenig bis gar nicht hilfreich.
Die inselkeltischen Aufzeichnungen ab dem frühen Mittelalter (6. bis 11. Jahrhundert) durch irische und britannische Mönche, die oft noch den alten Druiden- und Bardengeschlechtern entstammten und deshalb eine enge Beziehung zu den Mythen ihrer Vorfahren pflegten, sind dagegen durch die christliche Sicht verändert – wenn auch erstaunlich zurückhaltend. In Irland traf gewissermaßen die heidnische Gedächtniskultur auf die christlich-monastische Schriftkultur, die es sich zur Aufgabe machte, die alten Legenden in der traditionellen Form zu bewahren.
Helmut Birkhan nennt folgende nach ihrer Verlässlichkeit sortierten Quellen für die Erforschung der keltischen Mythologie:
- Indigene (original keltische) Texte (Weihesteine, Fluchtafeln)
- Antike Autoren (Caesar, Diodor, Strabon, Pomponius Mela, Plinius der Ältere, Athenaios, Poseidonios, Ammianus Marcellinus, Lucan, Cassius Dio)
- Archäologische Funde in Form indigener Bilder (Darstellungen ohne oder mit ganz knappen begleitenden Inschriften)
- Andere archäologische Funde (aus Gräbern, Kultorten wie Hainen und Quellen[6])
- Etymologien und andere sprachwissenschaftliche Argumente
- Indogermanische Parallelen (Sprache, Dichtform, Religion)
- Inselkeltische literarische Quellen (walisische und irische Sagenkreise)
- Späteres Brauchtum, vor allem bei den Inselkelten und den Bretonen (volkstümliches Brauchtum, das auf alte Mythen zurückzuführen ist)
- Neuzeitliche Erzähltradition (z. B. Märchen) ebenfalls meist bei den Inselkelten und Bretonen

Sprachwissenschaftlich werden in der keltischen Mythologie analog zur geographischen Aufteilung der keltischen Volks- und Sprachgruppen mehrere Zweige unterschieden:
- Goidelisch (Gaeilge in Irland, Gàidhlig in Schottland und Gaelg auf der Insel Man)
- Britisch, also Kumbrisch, Kymrisch, Kornisch, Bretonisch (Zentral-England, Wales, Cornwall und Bretagne)
- Festlandkeltisch, also Gallisch, Keltiberisch, Galatisch, Lepontisch, Norisch (Kontinentaleuropa und Kleinasien)

Die auf den britischen Inseln, in Irland und der Bretagne überlieferten Mythen beschreiben Heroen, die auf ursprüngliche Gottheiten zurückzuführen sind. Göttergeschlechter wie die irischen Túatha Dé Danann sind in den frühmittelalterlichen Legenden zu mythischen Helden geworden, die im Volksmärchen zu Kobolden, Elfen und anderen Sagenfiguren umgedeutet werden. In die Heiligenviten werden in den klösterlichen Skriptorien immer wieder Begegnungen der christlichen Heiligen mit längst verstorbenen heidnischen Helden(Göttern) hineingeschrieben. Ein Beispiel dafür ist Acallam na Senórach („Die Unterredung der Alten“) aus der Zeit um 1200 n. Chr., wo ein Gespräch zwischen mythischen Helden und dem heiligen Patrick von Irland (4./5. Jahrhundert n. Chr.) erzählt wird.
Die Probleme der richtigen Bewertung dieser Euhemerisierung (Entstehung von Gottesvorstellungen durch mythische Überhöhung historischer Personen) zeigt die Legende der heiligen Brigida von Kildare: sie ist eng verbunden mit den Mythen um die keltische Göttin Brigid, wobei unter Wissenschaftlern diskutiert wird, ob Brigida einerseits als historische Person oder Vermenschlichung der alten Göttin zu sehen sei – oder ob andrerseits Brigid als „Vorbild“ der Heiligen erfunden worden war, um diese zugunsten des Nationalheiligen Patrick von Irland als heidnische Sagengestalt abzuwerten.

## Fremde Einflüsse und Wechselwirkungen
„Direktverbindungen mit den Etruskern und den Skythen erweiterten den keltischen Horizont, und damit Mythologie und Weltbild.“

Diese vermutlich um das Ende des 5. Jahrhunderts v. Chr. beginnenden Kontakte über die Alpen (in Etrurien um 400 v. Chr.) und auf die Balkanhalbinsel (in Illyrien um 360 v. Chr.) waren einer der Auslöser für den Übergang der Hallstatt- in die La-Tène-Kultur. Die keltische Mythologie, grundsätzlich indoeuropäisch ausgerichtet, wurde davon offenbar zwar beeinflusst, behielt jedoch ihre spezielle Sicht der engen Verbundenheit der materiellen, diesseitigen mit der spirituellen, jenseitigen Welt bei.
Die besonders wichtige germanisch-keltische wechselseitige Beeinflussung ist älteren Datums und beginnt erst mit der späten Hallstattzeit (ab 6./5. Jahrhundert v. Chr.). Zur Zeit der Römerherrschaft im Rheinland waren Germanen und Kelten schon jahrhundertelang Nachbarn, was an den Matronenkulten ablesbar ist. In welcher Richtung allerdings die Beeinflussung ging, ist nur unzureichend belegbar, da die dazugehörenden Mythen nicht überliefert sind und die Etymologie sowohl die Wanderung keltischer Matronennamen ins Germanische als auch umgekehrt annimmt. Aus der Bildhaftigkeit inselkeltischer Mythen und ihrer nordgermanischen Gegenstücke ist anzunehmen, dass es sowohl eine wechselseitige Befruchtung gab, als auch ein keltisch-germanischer Kulturverband des Nordseeraumes bestand, der Gemeinsamkeiten in der Formulierung der Überlieferungen förderte. Besonders alle Erzählungen, die sich um die Gefolgschaftstreue drehen, sind nach derzeitiger Erkenntnis von den Germanen aus dem keltischen Kulturraum übernommen worden. Dies ist unter anderem am altgermanischen Wort *ambaχtaz ‚Diener, Gefolgschaftsmann‘ zu sehen, das vom altkeltischen ambactos ‚Bote, Diener‘ (eigentlich ‚Herumgesandter‘) herkommt.
Wie schwierig ein Mythenzusammenhang herzustellen ist, ist beispielhaft an der keltischen Gottheit Taranis und ihrer germanischen Entsprechung Thor/Donar zu sehen. Etymologisch als „Donner(er)“ zu deuten (walisisch taran), mit der entsprechenden nordgermanischen literarischen Mythen-Überlieferung, die im Keltischen fehlt, wird er bei den Galliern mit Dis Pater/Iuppiter identifiziert. Bei den Matronen steht der keltische Name der Ollogabiæ (‚Alles Nehmende‘?) dem germanischen Alagabiæ (‚Alles Gebende‘) gegenüber, wobei der germanische Name der ältere sein dürfte. Das Fehlen überlieferter Mythen im kontinentalen Celticum ist oft Grund für problematische Deutungsversuche.
Im Laufe der mündlichen Überlieferung veränderten sich die Inhalte der dieser Mythologie zu Grunde liegenden Mythen und nahmen zudem Einflüsse spätantiker (römischer) und frühmittelalterlicher (vor allem wikingerzeitlicher und angelsächsischer) Quellen auf. Bei der schriftlichen Niederlegung kamen biblische Überlieferungen (durch die mönchischen Sagen-Aufzeichner) oder frühritterliche Tradition (aus der Matière de Bretagne) vom europäischen Festland dazu, deshalb bieten die inselkeltischen Mythen zusätzlich einen Einblick in die früh- und hochmittelalterliche Sagen- und Gedankenwelt der Britischen Inseln.

## Regionale Mythologien
„Von den Festlandskelten kennen wir (zum Teil wenigstens) die Religion, aber keine Mythologie, wogegen die Inselkelten die Mythologie in einer Zeit literarisch gestalteten, als die zugrundeliegende Religion nicht mehr existierte“

### Festlandkeltischer Bereich
Die Mythologie der Festlandkelten ist weitestgehend verschollen. Bildmotive wie der Kessel von Gundestrup oder der Pfeiler der Nautae Parisiaci (Pariser Schiffergilde) scheinen vom Mythos der Tötung eines Stieres, des Tarvos Trigaranus inspiriert zu sein. Außerdem werden der Sieg des Gottes oder Heroen Smertrios über eine mythische Riesenschlange und die Fällung eines Baumes durch den Gott Esus wiedergegeben. Aufgrund fehlender antiker Quellen ist die Deutung der abgebildeten Szenen überaus schwierig und umstritten.
Als Beispiel dient eine Darstellung des Gottes Ogmios, auf der zu sehen ist, dass von seiner durchbohrten Zungenspitze Ketten von Gold und Bernstein ausgehen, mit denen er eine große Menge von Menschen hinter sich herzieht, deren Ohren am anderen Ende der Ketten hängen. Die Menschen leisten nicht nur keinen Widerstand, sondern folgen ihrem Führer offenbar freudig, der ihnen, den Kopf nach hinten gedreht, zulächelt. Lukian von Samosata berichtet in seinem Werk Herkules (Ἡρακλῆς, auch „Der gallische Herkules“), ein „weiser“ Kelte – offenbar ein Druide – habe ihm die dazugehörende Deutung gegeben, dass dies die Macht des Wortes versinnbildlichen solle, der die Menschen gerne folgen. Ob es sich dabei tatsächlich um eine überlieferte mythologische Erzählung oder „nur“ um einen Erklärungsversuch durch den griechischen Autor oder dessen gallischen Gewährsmann handelt, lässt sich nicht klären.

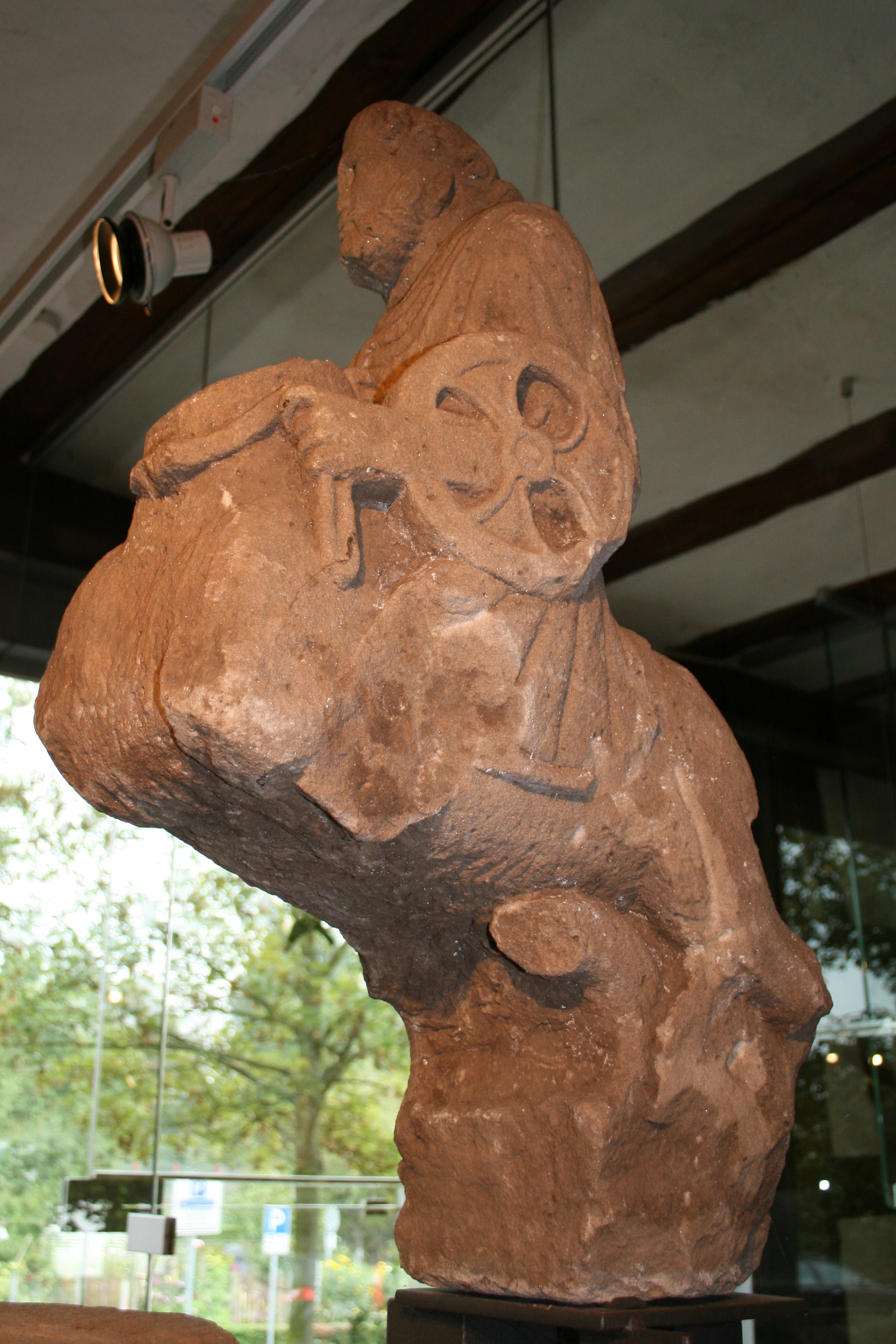
Jupiter-Taranis, Reiter einer Gigantensäule in Obernburg am Main

Lateinische Inschriften auf gallo-römischen Jupitergigantensäulen aus den römischen Provinzen Germania superior, Germania inferior und dem nördlichen Gallien deuten zusätzlich auf einen keltischen Mythos hin, in dem der keltische Gott Taranis/Jupiter gegen Giganten kämpft. Manche Keltologen vermuten in den Säulen eine Weiterführung der Verehrung heiliger Bäume.
Die festlandkeltische Götterwelt ist fast nur durch ihre aufgezeichneten Namen überliefert, Funktion oder Kultus können lediglich durch den Fundort der Weihesteine oder anderer Artefakte unzureichend vermutet werden. Caesar berichtet über einen „Heiligen Hain“ (nemetom, „das Geweihte“) als Kultzentrum und Versammlungsort beim Aufstand des Vercingetorix im Gebiet der Karnuten als „Zentrum Galliens“. Dort fanden die alljährlichen Druidenversammlungen statt.

#### Bretagne
Aus der Bretagne, Aremorica genannt, gibt es nahezu keine überlieferten Mythen, die wenigen vorhandenen beziehen sich auf Kontakte mit Wales und Cornwall, wie einige spätere Artus-Sagen, die unter dem Begriff Matière de Bretagne die höfische Dichtung in altfranzösischer und mittelhochdeutscher Sprache beeinflussten. Obwohl schon ab dem 4. Jahrhundert offenbar die ersten Siedler von den britischen Inseln das Festland erreichten, hat eine kontinuierliche schriftliche Tradierung erst ab dem 14. und 15. Jahrhundert begonnen. Die bretonischen Märchen und volkstümlichen Erzählungen können möglicherweise auf altes Sagengut zurückgehen, dafür gibt es derzeit jedoch keine gesicherten Quellen. Im 12. Jahrhundert wurden von der Dichterin Marie de France zwölf bretonische Lais (kurzes Gedicht in französischer Sprache mit keltischem Thema) gesammelt und veröffentlicht. Ein Beispiel davon ist das Lai Lanval. Erst im 19. Jahrhundert gab Théodore Hersart de La Villemarqué unter dem Namen Barzaz Breiz („Poesiesammlung der Bretagne“) eine Sammlung bretonischer Volksmärchen heraus.

### Kleinasien
Über Mythos und Kultus der kleinasiatischen Galater ist wenig bekannt. Sie hielten den Großen Rat der 300, die Versammlung der Vertreter der drei Galater-Stämme, in einem drunémeton (δρυνέμετον), einem „Heiligen Hain“ ab, der von Druiden als Kultplatz betreut wurde. Der Vergleich mit dem gallischen Hain im Karnutenwald drängt sich hier auf. Die abgehaltenen Riten sind nicht überliefert, jedoch werden von den Druiden ekstatische Praktiken berichtet. Ein Priesterkönigtum ist bezeugt, es gab Menschenopfer, der gallische Genius cucullatus hat sein Gegenstück im galatischen Heilgott Telesphoros („Vollender“), Zeus wurde unter verschiedenen keltischen (Bei-)Namen verehrt (Boussourigios, „mit dem königlichen Mund“, Bennios, vom gallischen benna, „Wagen“). Namen der Tetrarchen (Stammes-Anführer), wie De(i)otaros, „Himmelsstier“ und Brogitaros, „Stier das Landes“, deuten auf einen Stierkult hin und die späteren galatischen Kybelepriester wurden „Gallier“ (Γάλλοι) genannt.

### Irland
„Irland machte eine ungebrochene Sonderentwicklung durch und beschert uns deshalb noch einen reichen Sagenschatz, der die keltische Mythologie am besten bewahrt hat, wiewohl erst christliche Schreiber vom 7. Jahrhundert an die Erzählungen aufschrieben.“

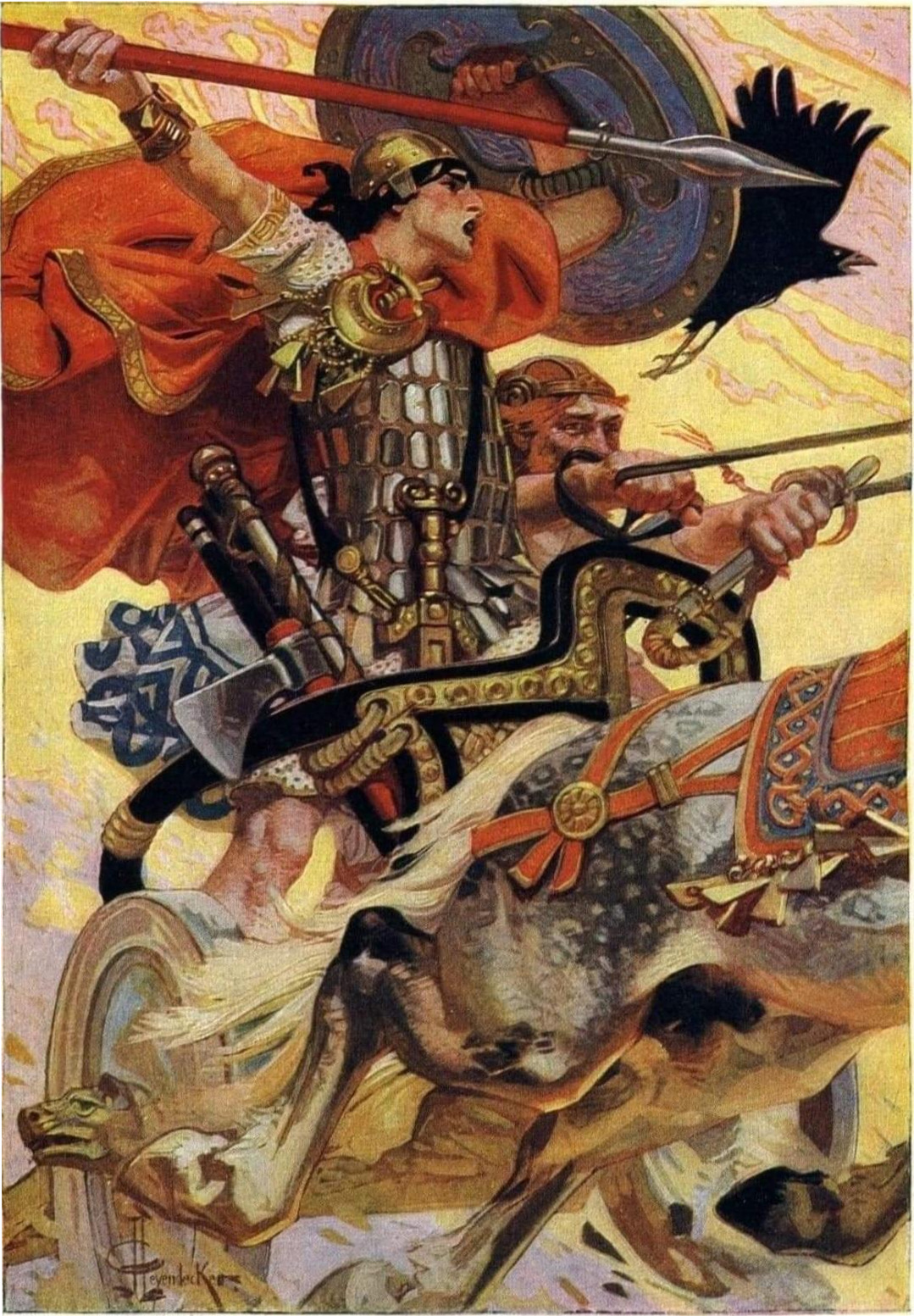
Cú Chulainn und sein Wagenlenker;
Joseph Christian Leyendecker (1911)

Die schriftlich tradierten Mythen des alten Irland beginnen mit dem Lebor Gabála Érenn („Das Buch der Landnahmen Irlands“). Es wurde in seiner überlieferten Fassung von irischen Mönchen aufgeschrieben, die die keltische mit der christlichen Überlieferung zu verbinden suchten. Das Lebor beschreibt die Besiedlung Irlands und wurde bis ins 17. Jahrhundert nicht als Teil des irischen Sagenzyklus, sondern als Geschichtswerk angesehen. Heute ist diese Einstellung auf Grund neuerer archäologischer Befunde einer großen Skepsis gewichen.
Geschildert wird im Lebor Gabála Érenn die Reihenfolge der Besiedlungen oder Eroberungen der Insel, wobei sechs Etappen unterschieden werden: Zuerst kam Cessair, dann Partholon und Nemed, die Firbolg, die Túatha Dé Danann und schließlich die Milesier, die als die eigentlichen Vorfahren der irischen Gälen genannt werden. In der Form des Euhemerismus (Überhöhung quasi-historischer Personen) sollen diese Gestalten der vorchristlichen Mythologie als Götter, später aber als historische Personen dargestellt werden. Nachdem sich die jeweils unterlegenen Besiedler in die Anderswelt zurückzogen, in das Reich der Toten, auf Inseln weit jenseits des Horizonts, in die unterirdischen Höhlen (Síd) oder in magische Reiche unterhalb des Meeres, wurden sie von den Menschen als Götter oder Naturgeister verehrt.
In den Sagen des mythologischen Zyklus wird ausführlich von diesem  áes sídhe („Volk der [Grab-]Hügel“) erzählt, das meist mit den Legenden um die Túatha Dé Danann in Verbindung gebracht wird. Spätere Sagen sind zum Beispiel der Ulster-Zyklus, der hauptsächlich vom Helden Cú Chulainn und dem Epos des Táin Bó Cuailnge („Der Rinderraub von Cooley“) handelt, der Finn-Zyklus über Fionn mac Cumhaill und den sagenhaften Kriegerbund der Fianna, der Königs- oder Historische Zyklus über die späteren vor- und frühchristlichen Königsgeschlechter Irlands und die Imrama über Reisen in die Anderswelt. In allen diesen jüngeren Zyklen sind die früheren Gottheiten bereits zu mythischen Helden mit übersinnlichen Gaben mutiert.
Ein wesentliches, bis heute nachwirkendes Brauchtum bilden die vier Hauptfeste des irisch/keltischen Jahres, Samhain (1. November), Imbolc (1. Februar), Beltaine (1. Mai) und Lughnasadh (1. August), die alle auf alte Mythen und die damit eng verbundenen Gottheiten zurückzuführen sind.

### Britannien

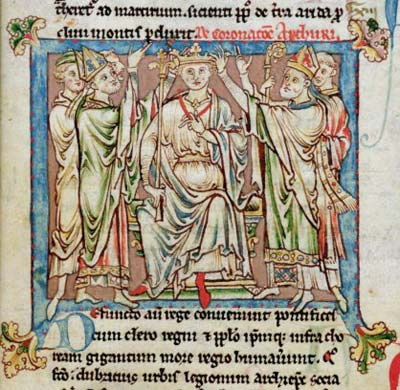
König Arthur, Miniatur im Flores Historiarum, 13. Jh.

Die schriftlich überlieferte britannische Mythologie lässt sich in drei Gruppen aufteilen: mittelalterliche Texte in walisischer sowie bretonischer Sprache und mittelalterliche Texte in lateinischer oder angelsächsischer Sprache. Während für Wales, ebenso wie für Irland, die mönchischen Manuskripte Basis der Überlieferung sind, ist es in Schottland eine mündliche Tradierung in Form von balladenähnlichen Liedern, die bis in die erste Hälfte des 20. Jahrhunderts noch immer gesungen wurden.
Als sagenhafter Stammvater der Britannier gilt Prydein, Britus genannt. Eine Überlieferung in der geschichtlich unzuverlässigen Historia regum Britanniae („Geschichte der Könige Britanniens“) des Geoffrey von Monmouth über einen Britto oder Brutus erwähnt die Landnahme in Britannien und die Kämpfe gegen die Ureinwohner.
Aus Wales sind vor allem die Pedeir Ceinc y Mabinogi („Die Vier Zweige des Mabinogi“) zu nennen, in denen es um die euhemerisierten walisischen Gottheiten aus verschiedenen Göttergeschlechtern geht, im Besonderen aus dem Hause Dôn und dem Hause Llŷr, vergleichbar den irischen Túatha Dé Danann. Die vier Zweige tragen die Titel Pwyll Pendefig Dyfed („Pwyll, Fürst von Dyfed“), Branwen ferch Llŷr („Branwen, Tochter des Llyr“), Manawydan fab Llŷr („Manawydan, Sohn des Llyr“) und Math fab Mathonwy („Math, Sohn des Mathonwy“). Sowohl die britannische Mythologie, als auch Sagen und Märchen sind als Quellen dieser Erzählungen anzusehen.
Die frühe Artussage ist ein wesentlicher Teil der walisisch/britisch/cornisch/bretonischen Mythen, wozu die Y Tair Rhamant („Die drei Romanzen“), nämlich Iarlles y Ffynnawn („Die Herrin des Brunnens“), Peredur fab Efrawg („Peredur, Sohn des Evrawg“) und Gereint fab Erbin („Gereint, Sohn des Erbin“), dazu noch Kulhwch ac Olwen („Kulhwch und Olwen“), Breuddwyd Rhonabwy („Der Traum Ronabwys“), Breuddwyd Macsen („Der Traum Macsens“) und Preiddeu Annwfn („Die Beraubung von Annwn“) gezählt werden. Außerdem damit verbunden sind auch die Sagen um Taliesin (Hanes Taliesin, „Die Geschichte Taliesins“ und Llyfr Taliesin „Das Buch Taliesins“). Die späteren Artusromane der Autoren Chrétien de Troyes, Hartmann von Aue, Ulrich von Zatzikhoven, Wolfram von Eschenbach, Wirnt von Grafenberg, Heinrich von dem Türlin, Der Stricker und Konrad von Stoffel, die ab dem 12. Jahrhundert entstanden, zusammengefasst unter dem Begriff Matière de Bretagne („Thema aus Britannien“), fußen auf diesem britannischen Artus-Mythos.
Hinweise auf weitere, bereits verschollene Mythen enthalten die Trioedd Ynys Prydein („Walisische Triaden“).

## Tiermythologie
Dass Tiere in der keltischen Mythologie eine wichtige Rolle spielen, ist aus ihrer Bedeutung für das tägliche Leben, vor allem aber für die Opferzeremonien, erklärbar. Ein Beleg dafür ist die wesentlich häufigere Darstellung in der Kunst im Vergleich zu menschlichen Abbildungen. Viele Götter und Göttinnen stehen in enger Beziehung zu bestimmten Tieren, was sich durch Tierbilder als Attribut vieler Götterbilder zeigt. Die jedenfalls damit verbundenen Mythen sind im Festlands-Celticum nicht mehr rekonstruierbar. In den inselkeltischen Mythen spielen Tiere sehr oft eine handlungsauslösende Rolle.

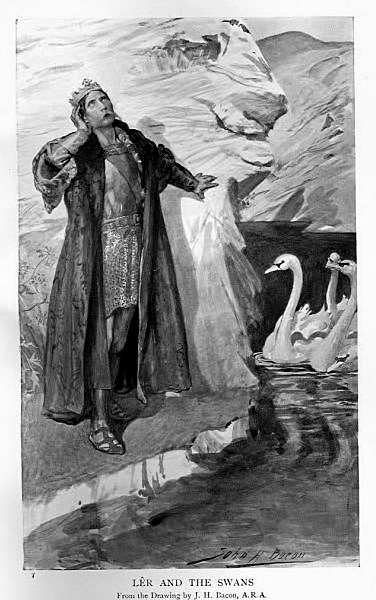
Lir und die Schwäne;
H.R. Millar (1905)

- Vögel beeindruckten die Menschen vermutlich häufig durch ihre vielfältigen Fähigkeiten (Fliegen, Schwimmen, Tauchen), die Kelten zusätzlich durch ihre geheimnisvolle Abwesenheit in der kalten oder warmen Jahreszeit (Vogelzug) – ein Aufenthalt in der Anderswelt schien eine plausible Erklärung dafür zu sein. Trotz der ihnen zugeschriebenen Verbindungsfunktion zwischen der Welt und den Himmelshöhen sowie zwischen den Elementen Erde, Luft und Wasser schrieben die eisenzeitlichen Kelten einzelnen Vogelarten entweder positive oder negative Kräfte zu. Vögel der Muttergöttinnen waren lebensfördernd und heilend, Vögel der Kriegsgottheiten bedrohlich und zerstörerisch. Auch freiwillige oder unfreiwillige Verwandlungen in Vogelgestalt sind ein häufiges Mythenthema.[35]
  - Dem Adler wurde zugeschrieben, er könne direkt in die Sonne fliegen, deshalb wird er als würdiger Begleiter der Hauptgottheit Taranis gesehen. In inselkeltischen Mythen gilt der Adler häufig als eines der ältesten und damit weisesten Geschöpfe (so in Kulhwch ac Olwen). Llew Llaw Gyffes verwandelt sich nach einem Mordanschlag in einen Adler. In der arthurianischen Sage Eachtra Mhacaoimh an Iolair („Die Abenteuer des Adlerknaben“) rettet ein Adler ein gefährdetes Kind.[35]
  - Eulen gelten als Symbol der Muttergottheit Rigani, in inselkeltischen Sagen ist Blodeuwedd nach ihrer Verfluchung durch Gwydyon zur Eule geworden.[35]
  - Seit der späten Hallstattzeit ist das Haushuhn nördlich der Alpen nachweisbar. Bei Caesar[36] ist zu lesen, dass die Britannier den Verzehr von Hühnerfleisch aus Tabugründen ablehnten. Ein Fibel-Amulett in Form eines Hahnes als Schadensabwehrzauber wurde im Grab der Fürstin von Reinheim gefunden.[37] Der Gallische Hahn als Symbol- und Wappentier Frankreichs dürfte als Begleiter Merkurs seine Stellung eingenommen haben, da dieser in der Interpretatio Romana gallischer Götter am häufigsten genannt wird. Der Hahn als sein Begleittier ist aus diesem Grund ebenfalls auf Darstellungen im Gebiet des heutigen Frankreichs sehr präsent. Eine Ente mit einer Sonnenkugel im Schnabel (ein häufiges mythologisches Motiv) ziert den Bug von Sequanas Boot.[35] Auch die Gans war in Britannien als Speise tabu, nicht jedoch im Festland-Celticum, wie Gräberfunde in Ost-Tschechien (besonders häufig in Kriegergräbern) beweisen. In Risingham (Northumberland) wurde ein namenloser Gott verehrt, der die Gans als Sympathietier hatte.[38]
  - Der Kranich, oft in Verbindung mit dem Stier ein beliebtes Motiv auf Schildern, Helmen und Waffen, wird in einer Sage über Midir in der Form der „drei Kraniche der Knausrigkeit“ (corr diúltada) dargestellt, die er dem geizigen Aithirne überlassen muss. Der erste ruft unentwegt „Komm nicht!“, der zweite „Geh weg!“ und der dritte „Vorbei am Haus!“. Wer diese drei Kraniche auch nur ansah, konnte an diesem Tag keinen Kampf siegreich bestehen. Bis ins Mittelalter galt in Irland ein striktes Verbot des Verzehrs von Kranichfleisch.[35]
  - In der Gründungssage von Lyon (Lugdunum) wird berichtet, dass vom Himmel Raben heruntergekommen wären und die Stadt deshalb den Namen Lugdunum erhalten habe (nach Pseudo-Plutarch, de fluviis 6, 14, soll „Rabe“ auf gallisch lugos heißen). Es gibt dafür zwar keine etymologische Bestätigung, aber die Münzen und einige Medaillons der Stadt zeigen ein rabenähnliches Tier. Auf einer Silberschale (Beginn 1. Jh. n. Chr.) ist der Gott Lugus mit einem über ihm flatternden Raben zu sehen. Das Rabenorakel in einem nicht lokalisierten Atlantik-Hafen mit dem Namen „Zwei Raben“ (Δύο κοράκων) fußt ebenfalls auf einer örtlichen Legende. Im inselkeltischen Bereich ist der Rabe stets mit kriegerischen Handlungen verbunden. Die irischen Kriegsgöttinnen Bodb und Morrígan sowie die Kriegsdämoninnen Scáthach, Uathach und Aoife sind von Raben begleitet oder können sich in solche verwandeln. In der walisischen Sage Branwen ferch Llŷr sind die Namen Brân Fendigeid („Gesegneter Rabe“) und Branwen („Weiße Rabin“) zu finden. Einen dressierten Star sendet Branwen mit einem Hilferuf an ihren Bruder Brân von Irland nach Wales.[39] Im Mythos der beiden Gottheiten Nantosuelta und Sucellus dürften Raben als Verbindung zur Welt der Toten eine wichtige Rolle gespielt haben. Die Raben des Tower of London sind bis heute mit der Legende verbunden, sie würden dort Brâns Haupt bewachen und Englands Existenz beschützen. Da sich König Arthur nach seinem Schlachtentod bei Camlann in einen Raben verwandelt haben soll, war das Töten eines solchen Vogels in Cornwall bis ins ausgehende Mittelalter verboten.[35]
  - In vielen irischen Sagen verwandeln sich Götter und Helden in Schwäne oder werden in solche verwandelt, so beispielsweise Midir in Tochmarc Étaíne („Das Werben um Étaín“), Fand und Lí Ban in Serglige Con Chulainn („Cú Chulainns Krankenlager“) und die Kinder Lirs in Oidheadh Chlainne Lir („Die Geschichte der Kinder Lirs“).[40] In der Sage Aislinge Oenguso („Oengus’ Traumgesicht“) ist die Geliebte von Oengus, Cœr Ibormeit eine von 75 Schwänen.[35]

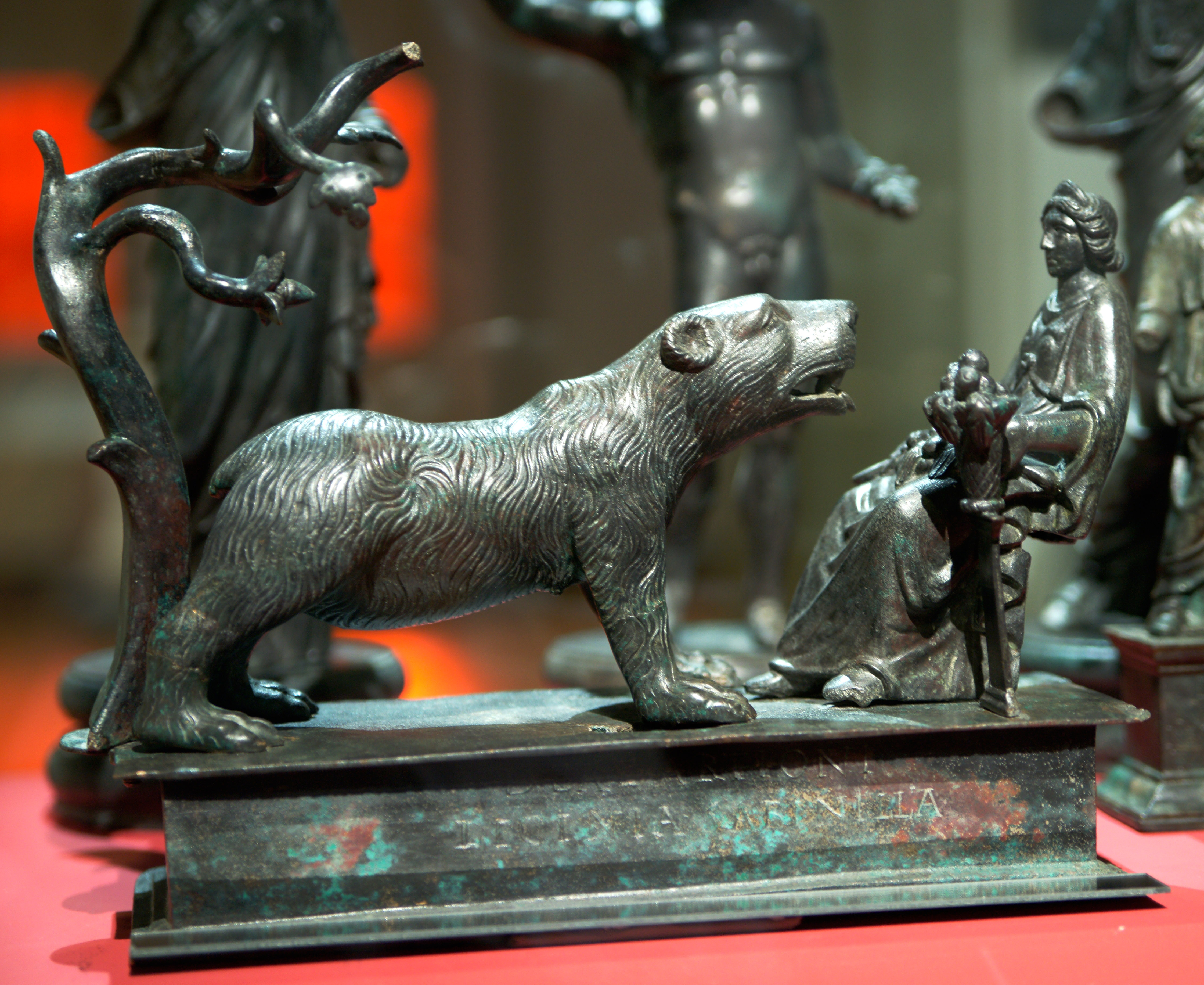
Artio-Plastik, Bernisches Historisches Museum

- Als Jagdwild beliebt, wird der Bär zum Symbol der Stärke und des Kriegers. Die Götternamen Andarta, Artaius, Artio und Matunus sind von *artos (ir. art, kymr. arth „Bär“) und *matus (ir. math „Bär“) abgeleitet.[41][42] Die Bärin als Vorbild der Mutterliebe wurde mit der Göttin Artio in ihrer Funktion als Muttergottheit zusammengebracht. Auch dem Bären wird wegen seines Winterschlafes in dunklen Höhlen und dem Wiederauftauchen im Frühjahr ein zeitweiser Verbleib in der Anderswelt nachgesagt.[43]
- Der Hase war nach Caesar[44] für die Britannier eine verbotene Speise wie Huhn und Gans. Die britannische Königin Boudicca ließ vor ihrem Aufstand gegen die Römer einen Hasen als Opfer für die Göttin Andraste frei. Als Symbol der Jagdgöttin Abnoba gilt ebenfalls der Hase.[45] Als die erzürnte Hexe Ceridwen den kleinen Gwion Bach (den späteren Dichter Taliesin) fangen will, verwandelt sie sich in einen Hund, der Knabe in einen flüchtenden Hasen (in der Erzählung Hanes Taliesin, „Die Geschichte Taliesins“).[46]
- Als Begleiter und Attribut einer Gottheit wird der Hirsch in der keltischen Kunst häufig abgebildet. Außerdem gibt es Götter mit Hirschkopf oder -geweih, wie Cernunnos. Im Finn-Zyklus Irlands trägt der Hauptheld Fionn mac Cumhaill den Jugendnamen Demne („Hirschkalb“), sein Sohn ist Oisín („Hirschlein“), sein Enkel Oscar („Hirschlieb“). In einigen Sagen, auch außerhalb des Celticums, kommen Hirsche vor, die menschliche Gestalt annehmen können.[47][48] Der Wachstumsrhythmus des Geweihs vom Abwerfen im Februar/März bis zum Bastfegen im August entspricht dem Aussäen und Ernten des Getreides; das Hirschgeweih galt deshalb als Zeichen der Fruchtbarkeit und des Lebenslaufes. In Wales wurde erzählt, dass das Lebensalter eines Hirschen 243 Jahre betrage.[49]

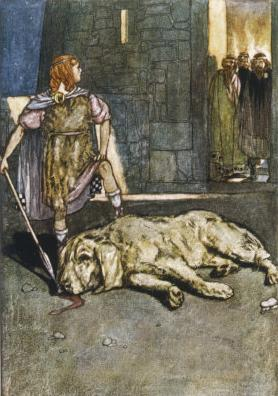
Stephen Reid: Der Tod von Culanns Hund, 1904

- Als Haustier und Jagd- sowie Kriegshelfer war der Hund ein ständiger Begleiter der Kelten. Attribute waren Hunde vor allem bei Heilgöttern, Muttergöttinnen und Jagdgottheiten wie Abnoba. In einem Heiligtum in Wiltshire ist der Fund eines Gottes mit dem Namen Cunomaglus („Herr der Hunde“) zu verzeichnen, der von den Römern mit Apollon gleichgesetzt wurde. In Irland ist „Hund“ oft ein Synonym für „Krieger“ – so bedeutet Cú Chulainn „Hund des Culann“ (siehe Macgnímrada Con Culainn, „Cú Chulainns Knabentaten“).[50] Der treue Hund Gelert ist Mittelpunkt einer Sage aus Gwynedd (Wales).
- Der nächste Hunde-Verwandte, der Wolf, zeigt dies schon im Namen: cuallaidh (irisch, „Wildhund“). Ähnlich wie Romulus und Remus in der römischen Sagenwelt wird Cormac mac Airt gleich nach der Geburt von einer Wölfin verschleppt und gemeinsam mit ihren Jungen aufgezogen. Als er König wird, nimmt er seine Wolfsfamilie mit nach Tara an den Königshof. In der Erzählung Math fab Mathonwy („Math, der Sohn Mathonwys“) aus dem Mabinogion werden die Brüder Gwydyon und Gilfaethwy zur Strafe in Wolf und Wölfin verwandelt und bekommen einen Welpen. Auf dem Kessel von Gundestrup ist eine Szene dargestellt, wo ein Gott mit Hirschgeweih (Cernunnos?) einen Wolf offenbar davon abhält, sich auf einen Hirsch zu stürzen; die dazugehörende Legende ist nicht bekannt.[51]
- Eine besonders wichtige Rolle in der keltischen Mythologie spielen die Pferde. Als Opfertiere kommen sie nach den archäologischen Funden sehr häufig vor, besonders bei Fürstenbestattungen waren Pferde eine Grabbeigabe. Bei der Königsinauguration in Nordirland soll nach Giraldus Cambrensis die Kopulation des zukünftigen Herrschers mit einer weißen Stute ein wesentlicher Punkt der Zeremonie gewesen sein.[52] Auf Münzen sind sehr oft Pferde abgebildet. Eng mit dem Pferdekult verbunden waren die gallische Göttin Epona und ihr walisisches Gegenstück Rhiannon.[53] In Irland ist die Gründungssage von Emain Macha, Noínden Ulad („Die Schwäche der Ulter“), die Schilderung eines Wettlaufes zwischen der Fee Macha und einem Pferd, in dem die schwangere Macha zwar siegt, aber daran stirbt.[54] Cú Chulainns Lieblingspferd Liath Macha versucht ihn vor der Todesgefahr zu warnen und holt Conall Cernach herbei, den Tod seines Herrn zu rächen (Aided Chon Culainn, „Der Tod Cú Chulainns“).
- Ihrer wichtige Rolle in der Viehzucht, dem Lebensmittelpunkt der keltischen Bauern, entspricht die mythologische Bedeutung der Rinder, besonders des Stieres. Als Opfertiere waren bei Grabungen ihre Knochen häufig auf Kultplätzen zu finden. In der irischen Mythologie sind die bekanntesten der Stier von Ulster und sein Gegenstück von Connacht, Donn Cuailnge und Findbennach, die Auslöser der Táin Bó Cuailnge. Ihre Entstehung wird in der Sage De chophur in da muccida („Von der [Verwandlung?] der beiden Schweinehirten“) erzählt.[55]
- Nach den Rindern waren die Schweine die wichtigsten Haustiere der Kelten, sie sollen nach einigen inselkeltischen Sagen aus der Anderswelt stammen (siehe Pwyll). Als Grabbeigaben für das Weiterleben in der Anderen Welt waren sie besonders beliebt, als Helmzimier bei Kriegern (beispielsweise auf dem Kessel von Gundestrup) und als Verzierung auf Torques („Halsringen“) vorzufinden. Im walisischen Sagenkreis des Mabinogion sind Schweine, besonders Eber, oft der Auslöser für Kriege und Beutezüge. Die bekanntesten Eber von Wales sind der Twrch Trwyth mit seinen Söhnen und der Ysgithyrwyn. In Irland wird das Geschehen um den Heldenbissen in vielen Mythen erzählt, so in Scéla mucce Meic Dathó („Die Geschichte von Mac Dathós Schwein“).[56] Die magische Sau Henwen wirft auf ihrer Wanderung durch Wales gute (Weizen, Gerste und Bienen im Süden) und schlechte (Wolf, Adler und ein Katzenungeheuer im Norden) Gaben für die Menschen.[57]
- Als Verbindung zweier typisch keltisch-mythischer Fruchtbarkeitssymbole, Widder (ein frühes Teutates-Symboltier) und Schlange, kann die Widderkopfschlange gesehen werden, deren Mythik vermutlich von den Skythen über die Thraker zu den Kelten kam. Eine dem Widder eng verbundene Gottheit war Moltinus.[58][59] In der Táin Bó Froích („Das Wegtreiben der Rinder Froechs“) wird in einer Episode der Handlung die Schlangensympathie Conall Cernachs geschildert.[60] Die wechselwarmen Schlangen leben nach den Jahreszeiten ober- und unterirdisch, was die Kelten als Symbole der bäuerlichen Jahreszeiten, von Leben und Tod, sowie wegen ihrer Häutung als Symbol der Wiedergeburt deuteten.[61]
- Ebenfalls eine Tierkombination stellt das Greif-Motiv dar. Im 5. Jahrhundert v. Chr. wurde der Greif aus dem mediterranen Raum in die La-Tène-Kultur übernommen. Die Kombinationen sind nicht einheitlich, im Grab von Glauberg ist es ein Pferdekopf auf einem Löwenkörper; in Funden von Parsberg und Ossarn sind es Raubvogelkopf mit Löwenkörper. Als mythologische Bedeutung ist aus den Darstellungen die Bewacherfunktion des Lebensbaumes zu erkennen; der Greif kann mit der Gestalt (Raubtierkopf, Löwenkrallen, Flügelschlangen-Körper) und mythischen Funktion des latènezeitlichen Drachenmotivs gleichgesetzt werden.[62]
- Bei den Fischen sind besonders die Forelle und der Lachs für die Mythologie von Bedeutung. Von der Forelle wird behauptet, sie könne nicht gebraten werden, da sie sofort vom Grill herunterrutsche – dies soll die schwarzen Streifen mancher Forellenarten erklären. Der Lachs von Llyn Llyw zählt zu den ältesten Lebewesen, wie in Kulhwch ac Olwen von der Befreiung Mabons berichtet wird; bei den Metamorphosen, die die am längsten lebenden Menschen durchmachen (Túan mac Cairill, Fintan mac Bóchra und die beiden Schweinehirten in De chophur in da muccida) ist stets eine Lachs-Phase zu finden; in Macgnímartha Finn („Fionns Jugendtaten“) nascht der junge Fionn mac Cumhaill versehentlich vom gebratenen „Lachs der Weisheit“ (eó fis) und erringt dadurch das geheime Druidenwissen.[63] In der Navigatio Sancti Brendani („Die Seereise [des Abtes] Sankt Brendan“) wird der größte Fisch der Welt Jasconius genannt; Sankt Brendan und seine Mönche können auf ihm landen und umherspazieren.[64]

## Pflanzenmythologie

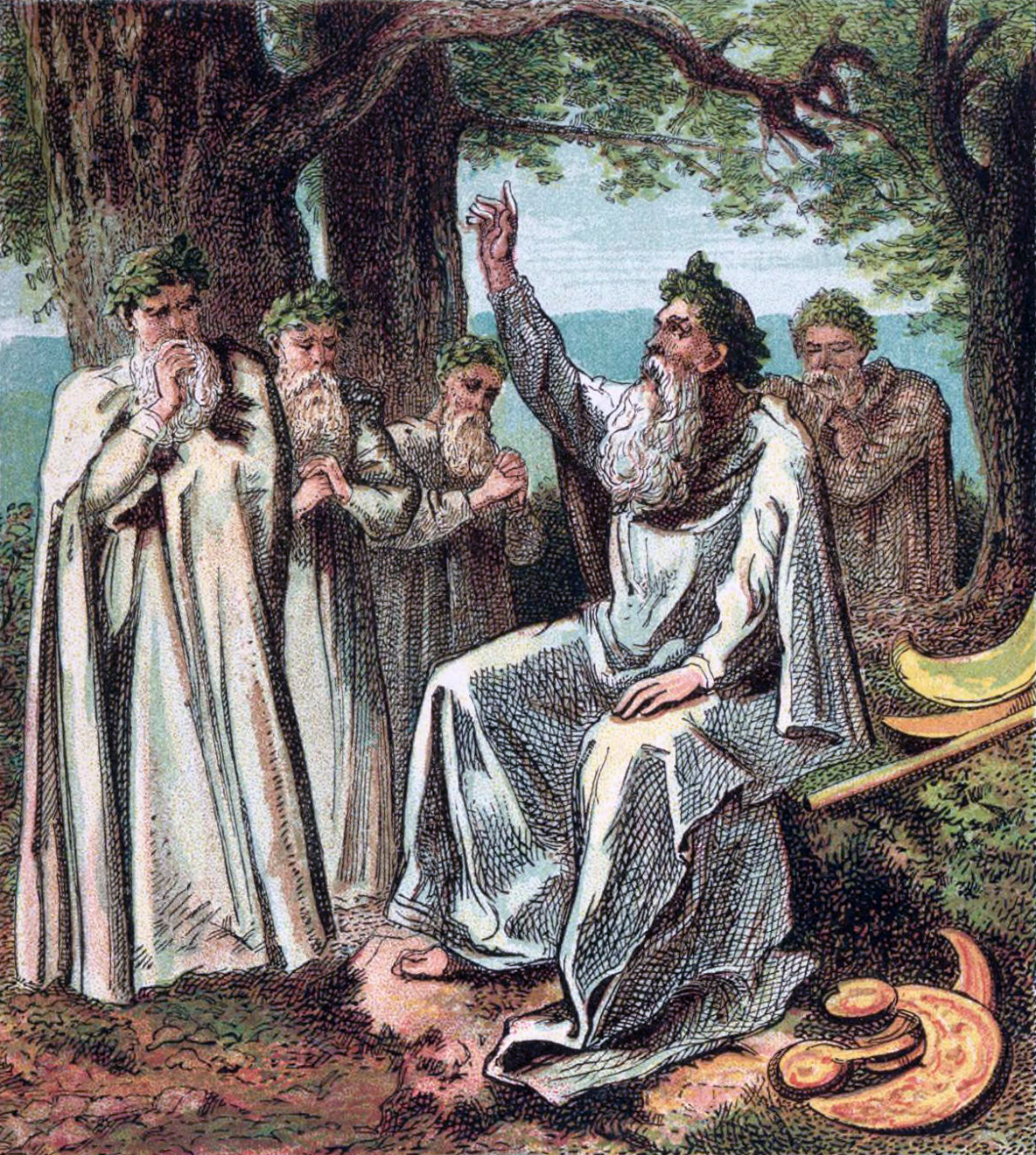
Druiden mit Eichenblätter-Kränzen bei der Mistelernte; Joseph Martin Kronheim (1810–1896)

Nach Plinius dem Älteren, wahrscheinlich auf einem Bericht von Pomponius Mela fußend, war die Eichenmistel (Loranthus europaeus) die heiligste Pflanze der Druiden, ebenso der Baum, auf dem sie wuchs. Am sechsten Tag nach dem Neumond wurde sie unter Einhaltung bestimmter Vorschriften geschnitten:

„Die Mistel ist jedoch ziemlich selten zu finden und wenn sie gefunden wird, so wird sie mit großer Feierlichkeit geerntet, insbesondere am sechsten Tage des Mondes (womit bei ihnen die Monate und Jahre beginnen) und nach dem dreißigsten Jahr eines Zeitabschnittes, weil sie dann Kraft im Überfluss hat und nicht nur die Hälfte. […] Ein Priester in weißen Gewand steigt auf den Baum und schneidet die Mistel mit einer falce aurea [goldenen Sichel oder Hippe] ab.“

Da in Britannien die Eichenmistel zu dieser Zeit nicht vorkam, haben die Druiden der Insel wahrscheinlich die Weißbeerige Mistel (Viscum album) verwendet, die im Gegensatz zur relativ wirkungslosen Eichenmistel eine narkotisierende und krampflösende Wirkung hat. Im Darm der Moorleiche „Lindow-Mann“ wurden tatsächlich Pollenkörner dieser giftigen Pflanze gefunden.
Schon im Namen des Druiden, nach Plinius dem Älteren auf das altgriechische Vokabel δρῦς (drys, „Eiche“) zurückzuführen und im bei Strabon genannten galatischen Drynemeton (keltisch dru-nemeton, „Eichen-Hain“) kommt die Eiche als wichtiges mythisches Symbol vor. Als Träger der heiligen Mistel galt die Eiche ebenfalls als heilig und Eichenlaub war nach Berichten der antiken Autoren der Kopfschmuck für Mensch und Tier bei Opferhandlungen und anderen Zeremonien. Nach den Berner Lukan-Scholien führt der Genuss von Eicheln durch den Druiden zum Blick in die Zukunft. Im inselkeltischen Raum hat dagegen nach den tradierten Legenden die Eiche keine besondere Bedeutung gehabt. Der kymrische Name der Druiden, derwydd, von derwen, derw („Eiche“, „Eichen“) lässt dennoch auf eine gewisse Bedeutung schließen.
Als Zeichen der Anderen Welt galt der Apfel, der von dort zu den Menschen gekommen sein soll. Geoffrey von Monmouth nennt die mythologische Insel Avalon in seiner Historia regum Britanniae (1135) auf Lateinisch Insula Avallonis; in seiner 1150 verfassten Vita Merlini wird der Ort Insula Pomorum („Apfelinsel“) genannt. Avalon kommt von kymrisch abal („Apfel“) oder aball („Apfelbaum“). In den Artusmythen spielt diese Insel eine wichtige Rolle.
In einer Legende aus Tara wird erzählt, ein Riese namens Trefuilgid habe fünf Beeren in Irland verstreut. Aus ihnen wären die fünf heiligen Bäume Irlands entsprossen, die in einem Dindsenchas-Merkspruch angeführt sind: Der Baum von Ross (Eibe), die Bäume von Dathis, Tortus und Uisneach (Eschen) sowie der Baum von Mugnas (Eiche). In Wales wurde von mittelalterlichen Schreibern die alte Legende aufgezeichnet, dass die Eibe 19.683 Jahre alt werde und somit das langlebigste Geschöpf der Welt sei.

## Dingbeseelung
Den an sich toten Dingen eine „Seele“ zuzugestehen, kommt in der keltischen Mythologie häufig vor, überliefert ist dies in einigen inselkeltischen Legenden. So verkündet der Stein von Fál in Emain Macha durch einen lauten Schrei die Rechtmäßigkeit eines irischen Königs; er ist zusammen mit dem unten beschriebenen Kessel des Dagda, dem Speer Lughs und dem Schwert des Nuada einer der „vier Schätze der Túatha Dé Danann“, die sämtliche ein vom Besitzer oder Benutzer unabhängiges Eigenleben haben. Vergleichbar ist diese Ansammlung von Gegenständen mit den „dreizehn Schätzen der Insel Britannien“ (Tri Thlws ar ddeg Ynys Brydain), zu denen Arthurs Kessel (siehe unten), Schwert, Schild, Schiff usw. gehören. Die beseelte Wunderharfe des Dagda kehrt nach ihrem Raub durch den Fomoren-König Bress von selber in die Hände ihres Besitzers zurück, wobei sie mit einschläfernden Melodien die feindlichen Krieger außer Gefecht setzt und einen sogar erschlägt. Neben dem Lia Fáil sind auch noch die beiden Steine Bloc und Blugne in der Lage, den richtigen König zu erkennen, indem sie ihm freiwillig Durchlass gewähren. Bei der Königs-Prüfung von Conaire Mór rücken zuerst die beiden Steine auseinander, dann brüllt der Lia Fáil seinen Namen und zuletzt lässt ihn der Königswagen, der jeden Unrechtmäßigen abwirft, aufsteigen und die beiden Pferde, die sonst bocken, ziehen ihn in die Königsresidenz hinein.

## Kessel-Mythen

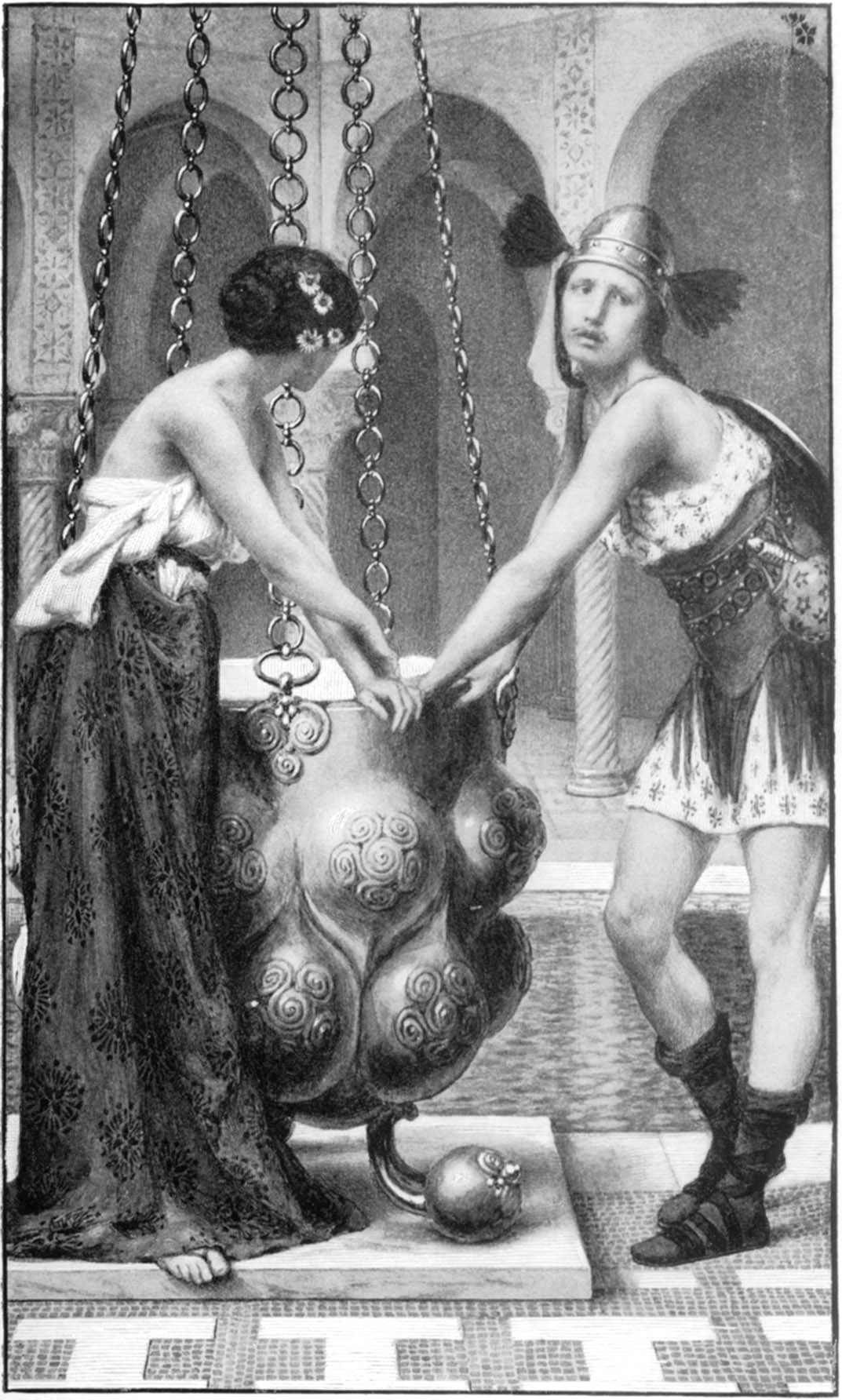
Pryderi und Rhiannon gefangen vom Zauberkessel;
Albert Herter (1898)

Der Kessel spielte bei den Kelten und teilweise bei den Germanen eine wichtige Rolle als mythisches Gerät und ist in vielen Sagen präsent. Im festlandskeltischen Bereich sind Kessel als Grabbeigaben häufig archäologisch nachweisbar, eventuell damit verbundene Mythen konnten bisher leider noch nicht erschlossen werden. In der frühmittelalterlichen Literatur der Inselkelten ist ein Kessel mit wunderbaren Eigenschaften ein immer wiederkehrendes Motiv. Es werden drei Arten von Wunderkesseln unterschieden: der Kessel des Reichtums und der Fülle, der Kessel als Beutestück aus der Anderswelt und der Kessel der Heilung oder Wiedergeburt.
So besitzt der „Gute Gott“ Dagda, Mitglied der Túatha Dé Danann, einen Kessel, der unerschöpflich Speisen spendet. In Aided Chon Culainn („Der Tod Cú Chulainns“) wird Cú Chulainn von Hexen gezwungen, unter Verletzung seiner geis (Tabu) aus ihrem Kessel zu essen, in dem sie Hundefleisch gekocht hatten.
Auch im Mabinogion werden Kessel als wesentliches Requisit der Handlung erwähnt. In Branwen ferch Llŷr gibt es einen Kessel, der in der Schlacht gefallene Krieger wiederbeleben kann und der von Efnisien zerstört wird. In Manawydan fab Llŷr werden Pryderi und Rhiannon von einem Zauberkessel festgehalten. In Kulhwch ac Olwen ist der Wunderkessel, der gut und böse unterscheiden kann, Ziel eines Raubzuges von König Artus. Ebenfalls um den Raub eines Kessels aus Annwn (der Anderswelt), den der Atem von neun Jungfrauen erhitzt, geht es in Preiddeu Annwfn. Aus der Jugendzeit des Dichters Taliesin (Hanes Taliesin) wird berichtet, dass er aus Ceridwens Kessel seine Gabe der Dichtkunst empfängt.
Als literarische Vorgänger der Erzählungen um den Heiligen Gral können alle diese Sagen durchaus gesehen werden.

## Neopagane Rezeption und Literatur
Die unvollständige Quellenlage der keltischen Mythologie begünstigt eine spekulative und fantasievolle Interpretation im Neuheidentum. Auch Autoren wie James Macpherson („Ossian“), Iolo Morganwg („Barddas“) und in neuerer Zeit Rudolf John Gorsleben („Hoch-Zeit der Menschheit. Das Welt-Gesetz der Drei“), Martha Sills-Fuchs („Wiederkehr der Kelten“), Robert Graves („Die weiße Göttin“) oder Ingeborg Clarus („Keltische Mythen“) haben durch ihre Werke dazu beigetragen.
Die Werke der genannten Autoren – mit Ausnahme eventuell von James Macpherson und Ingeborg Clarus – werden von Birkhan unter dem Begriff „fiktionale Literatur und Wissenschaft“ zusammengefasst. Die Intention der Autoren beschreibt er als

„[…] ‚fiktionale Wissenschaft‘. Richtig betrachtet kommt es bei solchen Werken nicht primär auf den wissenschaftlichen Wahrheitsgehalt der Aussagen, sondern auf die Originalität der Erfindung, den Lustgewinn (des Wiedererkennens) und die Ästhetik des Argumentierens an.“

Dem „Ossian“ (Originaltitel: The Works of Ossian, Son of Fingal, ab 1760) Macphersons liegt eine bewusste Täuschung des Lesers zugrunde, da der Autor behauptete, diesen Text als Original in schottisch-gälischer Sprache besessen zu haben. Tatsächlich hat er ihn aus Elementen des Finn-Zyklus zusammengesetzt und die vorgeblichen Originale aus dem Englischen ins Gälische rückübersetzt, womit er einen ungeheuren Erfolg im Zeitalter der romantischen Literatur erzielte. Dies führte zu einem hohen Interesse an den alten keltischen Mythen, was allerdings nicht vor Fehlinterpretationen und früher nicht vorhandenen Zuordnungen bewahrte, die besonders in neopaganen Kreisen bis heute anhalten.
Im „Barddas“ („Poesie“, „Dichtkunst“, ab 1862) von Iolo Morganwg (Edward Williams), einem Werk, das er unter dem Pseudonym Llewellyn Sion schrieb, behauptet der Autor, während der Regierungszeit von Kaiser Macsen Wledig (335–388) wären die Barden zu ihrer Unterstützung besonders bevorrechtet worden. Dem trotzdem folgenden Niedergang des Bardentums habe König Arthur durch Gründung seiner Tafelrunde im 6. Jahrhundert entgegenwirken wollen, die deshalb eigentlich ‚an arrangement of the arts, sciences, usages and privilegy of the Bards‘ gewesen sei. Auch eine Pseudo-Runenschrift namens Coelbren y beirdd („Loshölzer der Barden“) erfindet Williams in diesem Kontext (Barddas, S. 55–167), die von den Neudruiden noch immer als „überlieferte Schriftform“ verwendet wird.
Rudolf John Gorsleben verknüpft in „Hoch-Zeit der Menschheit. das Welt-Gesetz der Drei oder: Entstehen – Sein – Vergehen in Ursprache – Urschrift – Urglaube aus den Runen geschöpft“ (1930) germanische Traditionen mit dem Christentum und verwendet dafür keltische Begriffe, die er linguistisch frei assoziierend verwendet („Gallien“ zu „Galiläa“, „Druide“ zu „Troja“ (einer Dichterschule [sic!]), aus der Insel „Iona“ wird „Zion“).
In Martha Sills-Fuchs' Werk „Wiederkehr der Kelten“ (1983) wird von der Autorin auf nachvollziehbare Angaben zu Zeit und Ort sowie sämtliche Belegversuche verzichtet. Kern der Aussagen sind verschiedene „Zeitalter“, die Kelten (die sie mit den Indoeuropäern gleichsetzt) erschienen im „Stierzeitalter“ (4000–2000 v. Chr.), im folgenden „Widderzeitalter“ sei ihr Höhepunkt bereits überschritten (das entspricht allerdings archäologisch der Hallstattzeit, dem Beginn der Keltisierung Mitteleuropas). Aus den Torques entsteht der Christbaumschmuck, die Mohnmehlspeisen Böhmens und des österreichischen Waldviertels, der Heimat von Sills-Fuchs, sind direkt überlieferte Rezepte der Kelten.
Robert (von Ranke-)Graves ist der Anreger einer bestimmten Form der Keltenrezeption in der zweiten Hälfte des 20. Jahrhunderts. Sein Buch „Die weiße Göttin“ (1948) wurde für Esoteriker und Vertreter der Matriarchatstheorie bald zum Standardwerk, auch gilt er als Schöpfer des neukeltischen Baum- und Pflanzenmythos. Er vertritt die Ansicht, eine „alteuropäische Weiße Göttin der Geburt, der Liebe und des Todes“ sei die Grundlage aller Göttinnengestalten der einzelnen Mythologien. Dabei stützt er sich auf eine fehlinterpretierende spekulative Etymologie, ausgehend von den inselkeltischen Überlieferungen.
Ingeborg Clarus versucht die inselkeltischen Mythen in ihrem Buch „Keltische Mythen“ (1991) teilweise auf den Geschlechterkampf im Zuge der von ihr als Theorie verfochtenen Ablösung des Matriarchates durch das Patriarchat bei den Kelten zu reduzieren.
Auch außerhalb organisierter neopaganer Gruppierungen sind fehlerhafte Interpretationen keltischer Mythen anzutreffen. Birkhan nennt die zugrunde liegende Idee „Keltenfascinosum“, die auf die Frage „Wo kommen wir her?“ eine sentimentalistisch-neoromantische Antwort zu geben sucht. Mittel zum Zweck sind unter anderem Scheinetymologien, zum Beispiel: der Name des archäologisch interessanten Kalenderbergs bei Mödling wird auf ein erfundenes keltisches Wort †kal für „Mutterbauch; Geborgenheit“ zurückgeführt, der Gaisberg im Süden Wiens auf ein ebenso erfundenes †gais für „geheiligter Platz, Tabuzone“, wobei offenbar ein Lautzusammenhang mit dem altirischen geis (Tabu, siehe oben bei „Mythische Praktiken“) gesucht und gefunden wurde – allerdings geht geis, auch geiss, auf altkeltisch *gʷed-, altirisch guidiu („ich bitte“) zurück. Die auf dem Gaisberg stehenden Kalkfelsen natürlichen Ursprungs wurden deshalb zu „Druidensteinen“ erklärt. Ein Beispiel aus der Pflanzenmythologie ist der sogenannte „Lebensbaumkreis am Himmel“ in Wien/Döbling.

## Fantasy und Popkultur
In den Fantasy-Romanen von J. R. R. Tolkien (Der Herr der Ringe, ab 1969), Marion Zimmer Bradley (Die Nebel von Avalon, 1983), Joanne K. Rowling (Harry Potter, ab 1998), Lloyd Alexander (Die Chroniken von Prydain, ab 1964) und anderen Autoren sind keltische Mythen, kombiniert mit germanischer Mythologie, als Grundlage der fantasievollen Erzählungen zu erkennen.
In der Comicserie Asterix (Originaltitel Astérix le Gaulois, ab 1959) von René Goscinny und Albert Uderzo ist manchmal keltische Mythologie zu finden, besonders der Kessel, die goldene Hippe und die Mistelsuche des Druiden Miraculix (Originalname Panoramix) oder die Sorge der Gallier, dass ihnen „der Himmel auf den Kopf falle“ (siehe auch Liste der Gottheiten in den Asterix-Comics).
Hier ist auch die Fantasy-Comicserie Slaine (ab 1983) von Pat Mills einzuordnen, die starken Bezug auf keltisches Sagengut mit gleichzeitig sehr freier Variation desselben verbindet. Die Roman- und Filmfigur Conan von Robert E. Howard entfernt sich von den mythologisch/keltischen Wurzeln noch weiter, es bleibt davon lediglich die Verwendung einiger Namen und Begriffe übrig.